# 南 (上尾市)
南（みなみ）は、埼玉県上尾市の大字。郵便番号は362-0002。
市の統計などでは上平地区で分類されている。

## 地理
埼玉県の中央地域（県央地域）で、上尾市北部の大宮台地上や芝川支流沿いの低地に位置する。台地と低地との境は起伏が緩やかなため明瞭ではない。
地区は上尾久喜線（べにばな通り）が通る西門前を挟み大きく南北に分かれ、北側は字新梨子や字北東谷（上平北小学校付近）、南側は字南東谷（上平公園付近）で大きく纏まっている。東側は大字菅谷、南側は上平中央、西から北にかけては大字久保、西門前、上やその飛地と隣接する。南側は大字上尾村や錦町とも僅かに隣接する。
境界線は東側の芝川の支流が流れる大字菅谷との境界は直線的な境界線だが、西側は周辺大字（大字上、西門前、久保）や、入会地由来の大小多くの飛地の境界が錯綜し、複雑な境界線を描いている。大字南の大小多くの飛地が北西から南東にかけて分布し、北は桶川市と上尾市の境界付近、南は小敷谷吉田通線（はなみずき通り）の「平塚団地入口」交差点付近にも飛地がある。大字南の地区内にも大字上の小さな飛地が複数ある。
地区は一部の飛地を除いたほぼ全域が市街化調整区域に位置し、全体的には耕作地主体の農業地域であったが一部で宅地化も進行しており、倉庫などの商業地のほか北部には青葉台団地や箕木住宅と称する纏まった住宅地も見られるが、人口の増加は周辺町丁や大字と比べると大字須ケ谷や菅谷と同様にかなり緩慢である。北部は桶川駅から2 km圏内で、上尾市の中心地より桶川市の中心地の方が近い。

## 歴史
もとは江戸期より存在した武蔵国足立郡大谷領に属する南村、古くは桶川郷伊奈荘のうちにあり、江戸初期までは、桶川宿、上村、久保村、門前村などと共に一つの桶川村であったと云われている。以降南村や上村などに分村したものと思われる。村高は正保年間の『武蔵田園簿』では202石余（田48石余、畑154石余）、『元禄郷帳』によると198石余、『天保郷帳』によると210石余であった。化政期の戸数は36軒であった。なお、村の規模は不明（久保 (上尾市)#歴史も参照）。1801年（享和元年）頃より村では京都の紅花問屋との間で紅花の取引が盛んに行なわれるようになった。
地名は桶川郷の南側に位置していたことによるものと云われている。なお、1616年（元和2年）の年貢割付状によると「桶川南村」の地名、1621年（元和7年）の年貢割付状によると「南在家村」の地名、1631年（寛永8年）では「桶川の内南村」の地名が見出せる。
1875年（明治8年）の農業産物高は武蔵国郡村誌によると米27石、糯6石、大麦62石、小麦17石、大豆7石、小豆3石、栗8石、稗6石、蕎麦4石、甘藷13320貫であった。
- 1590年（天正18年）より知行は旗本西尾氏、のちに上村などと同様1618年（元和4年）より西尾氏の移封により上知され幕府領となる[7][6]。
- 1639年（寛永16年）岩槻藩領[注釈 3]、となるが、のちに上知され再び幕府領となる[7]。なお、検地は1694年（元禄7年）に実施[12]。
- 1812年（文化9年）より知行は旗本横田氏。
- 幕末の時点では知行は旗本横田権之助[16]。
- 1868年（慶応4年）6月19日 - 武蔵知県事・山田政則（忍藩士）の管轄となる。
- 1869年（明治2年） 
  - 1月13日 - 武蔵知県事・宮原忠英の管轄区域に大宮県を設置、同県の管轄となる。県庁は東京府馬喰町に置かれる。
  - 9月29日 - 県庁が浦和に置かれ浦和県に改称。
- 1871年（明治4年）11月13日 - 第1次府県統合により埼玉県の管轄となる。
- 1872年（明治5年）3月 - 大区小区制施行により第19区に属す[17][18]。
- 1873年（明治6年） - 学制発布により少林寺を仮用して省身学校（後の上平尋常小学校、現上尾市立上平小学校）を創立する[19]。
- 1879年（明治12年）3月17日 - 郡区町村編制法により成立した北足立郡に属す。郡役所は浦和宿に設置。
- 1884年（明治17年）7月14日 - 連合戸長役場制により成立した上尾宿連合に属す。連合戸長役場は上尾宿に設置[20]。
- 1889年（明治22年）4月1日 - 町村制施行に伴い、南村を含む区域をもって上平村が成立。南村は上平村の大字南となる[6]。
- 1903年（明治36年）5月17日 - 上平尋常小学校（現、上尾市立上平小学校）が少林寺より現在地（大字南102番地）に移転開校する[19]。
- 1947年（昭和22年）4月 - 上平村立上平小学校の敷地内（大字南102番地）に上平村立上平中学校（現上尾市立上平中学校）が開校する[21]。
- 1948年（昭和23年）10月 - 上平村立上平中学校が現在地である上平村大字菅谷137番地に移転する[21]。
- 1955年（昭和30年）1月1日 -  町村合併促進法の施行に伴い、大石村が上尾町・平方町・原市町・上平村・大谷村と合併により新たな上尾町となったことに伴い[22]、上尾町の大字となる。
- 1958年（昭和33年）7月15日 - 上尾町が市制施行され[22]、上尾市の大字となる。
- 1960年（昭和35年）9月1日 - 地内を通る県道が県道49号上尾久喜線（現県道87号上尾久喜線）に改称される[23]。
- 1966年（昭和41年）9月1日 ‐ 土地区画整理事業の完成に伴い換地処分が実施され[24]、大字南の一部が大字上、西門前、久保の各一部より大字緑丘が成立する[25]。
- 1967年（昭和42年）7月1日 - 住居表示に関する法律に基づき住居表示（第三次）が実施され[26]、大字南の一部が大字緑丘、上尾宿、上尾村、柏座、上、西門前、久保の各一部より緑丘（一丁目〜五丁目）が成立する[27][28]。
- 1970年（昭和45年）8月26日 - 大字南の一部が大字西門前、久保、上尾宿、上尾村の各一部[29]より錦町が成立する[30]。
- 1979年（昭和54年）4月1日 - 地区内に上尾市立上平北小学校が開校する[31][19]。
- 1985年（昭和60年）5月13日 - 大字南75番地の1の場所に市内初の地域公民館[32]である「上平公民館」が開館する[33][34]。また、大字西門前に所在した上尾市役所上平支所が上平公民館に移転する。
- 1989年（平成元年）9月5日 - 上平第三特定土地区画整理事業の都市計画決定[24]。
- 1998年（平成10年）4月 - 上平公園が造成され、暫定開園する[35]。5月1日に全面開園され、9月1日に上尾市民球場が開場する[36]。
- 2014年（平成26年）11月1日 - 上平第三特定土地区画整理事業の完成により換地処分が実施され町名地番変更を実施、大字南の一部が大字上尾村、上、久保、西門前の各一部より上平中央が成立する[37]。これにより上平公民館が立地地区から外れる。

### 存在していた小字
- 原山[7][38][注釈 4]
- 南前
- 吉田
- 飛地
- 南
- 南裏
- 南東谷
- 北東谷
- 新梨子[注釈 5]
- 坂田前
- 西

※登記簿上は今もなお存在する小字を含む。

## 世帯数と人口
2019年（平成31年）1月1日現在（上尾市発表）の世帯数と人口は以下の通りである。
| 大字 | 世帯数  | 人口    |
| ---- | ------- | ------- |
| 南   | 471世帯 | 1,129人 |

## 小・中学校の学区
市立小・中学校に通う場合、学区（校区）は以下の通りとなる。
| 大字 | 番地        | 小学校               | 中学校             | 備考                                     |
| ---- | ----------- | -------------------- | ------------------ | ---------------------------------------- |
| 南   | 6〜244、564 | 上尾市立上平小学校   | 上尾市立上平中学校 | 通学希望届の提出により上平北小も選択可能 |
| 南   | 245〜560    | 上尾市立上平北小学校 | 上尾市立上平中学校 |                                          |
| 南   | 565         | 上尾市立東小学校     | 上尾市立東中学校   | 飛地                                     |

## 事業所
2021年（令和3年）現在の経済センサス調査による事業所数と従業員数は以下の通りである。
| 大字 | 事業所数 | 従業員数 |
| ---- | -------- | -------- |
| 南   | 40事業所 | 346人    |

## 交通
地区内に鉄道は敷設されていない。地区により最寄り駅が異なるが、南部はJR東日本高崎線北上尾駅、青葉台団地などがある北部は同線桶川駅から東方2 km圏内で最寄り駅となっている。

### 道路
- 埼玉県道87号上尾久喜線（べにばな通り） - 埼玉県道323号上尾環状線と重複
- 都市計画道路小敷谷吉田通線（はなみずき通り） - 「平塚団地入口」交差点付近の飛地で掠める

### バス
桶川駅から内宿駅方面などへの路線バスが運行されている。
朝日自動車菖蒲営業所
地区内には「青葉台団地」バス停留所が設置されている。
上尾市コミュニティバス「ぐるっとくん」
- 上平菅谷北上尾線
- 上平箕の木循環

地区内は「上平公園北口」、「上平北小学校西」、「上尾第一団地東」、「青葉台団地」バス停留所が設置されている。

## 町内会
- 南区自治会[43]
- 南新梨子自治会

## 施設
- 上平公園（一部）
  - 上尾市民球場（一部）
- 埼玉県上尾地方庁舎
- 上尾市立上平小学校 - 指定緊急避難場所（地震・洪水）、指定一般避難所に指定[44]。
- 上尾市立上平北小学校 - 指定緊急避難場所（地震・洪水）、指定一般避難所に指定。
- 上尾市立上平中学校第二グラウンド - 上平公園に隣接
- 南新梨子公民館
- 南区公民館
- 青葉台団地（一部）
- 箕木住宅（一部）